# ズエラット
ズエラット(アラビア語: الزويرات、フランス語: Zouerate)はティリス・ゼムール州の州都である。
2013年の人口は4万4649人で、北部では最大である。1963年に海港ヌアディブーからモーリタニア鉄道が開通し、東の終点となっている。近郊のフデリック鉱山から産出された鉄鉱石はズエラットで鉄道に載せられ、ヌアディブまで輸送される。この貨物列車は一度に3輌のディーゼル機関車が200輌以上の鉄鉱石専用貨車を牽引するもので、文字どおり世界最長の列車である。